# Benafer
Benafer ist eine Gemeinde (Municipio) mit 170 Einwohnern (Stand: 2024) in der Provinz Castellón in der spanischen autonomomen Region Valencia. 

## Geographie
Benafer liegt etwa 51 Kilometer westlich der Provinzhauptstadt Castellón de la Plana und etwa 58 Kilometer nordnordwestlich von Valencia im Bezirk Alto Palancia in einer Höhe von ca. 585 m. 

## Sehenswürdigkeiten

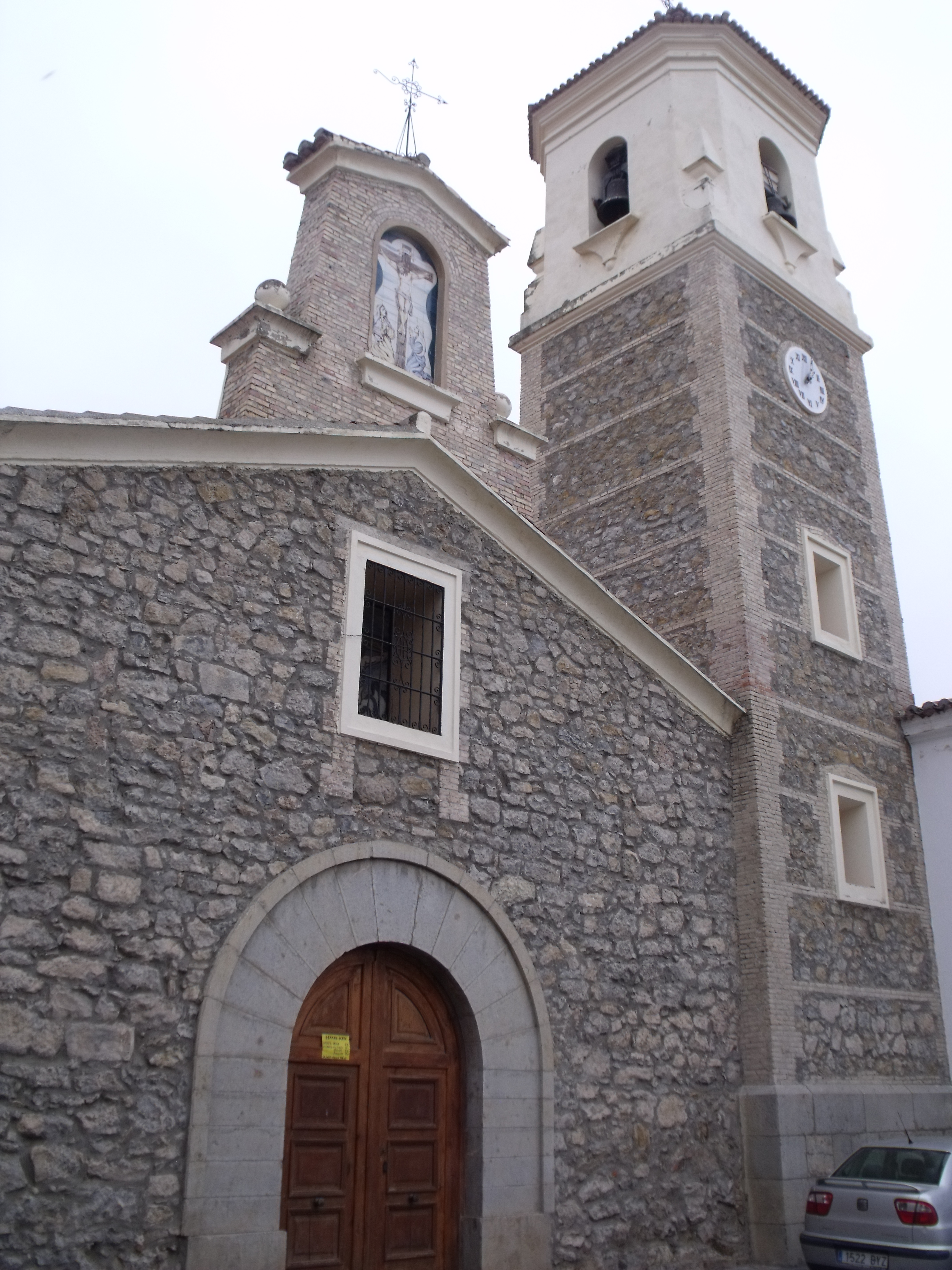
Kirche Christi Verklärung
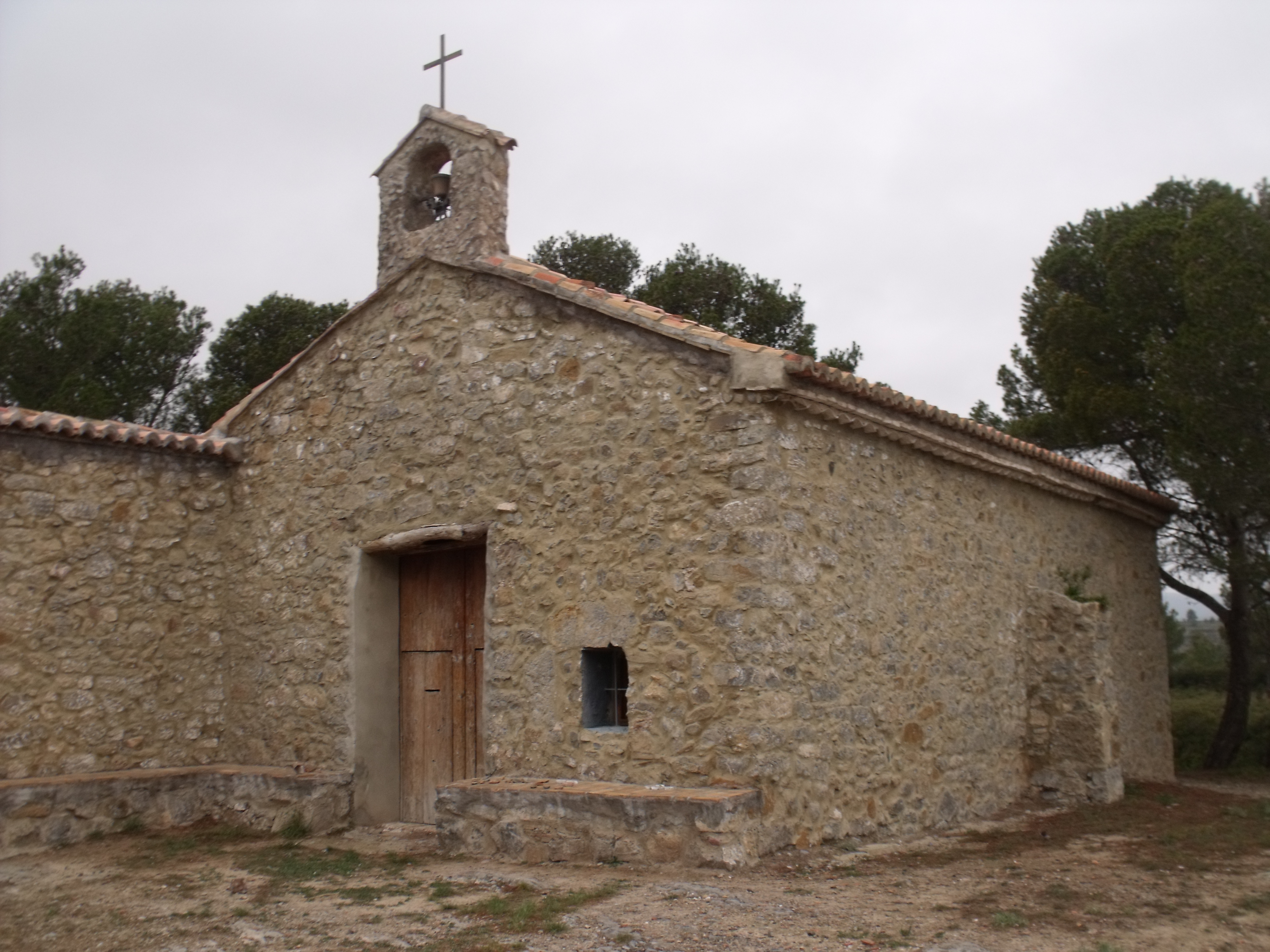
Rochuskapelle
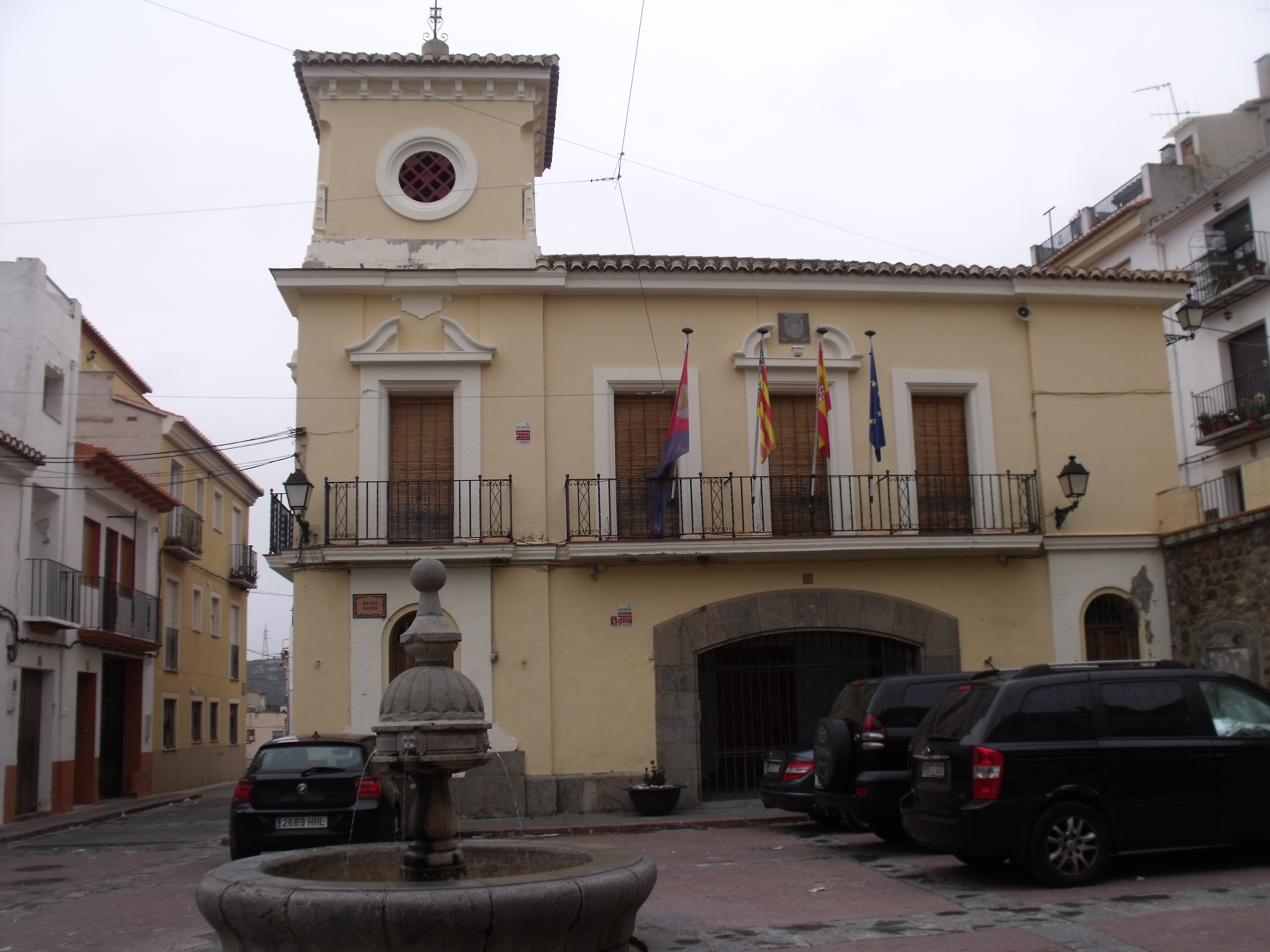
Rathaus

- Kirche Christi Verklärung
- Rochuskapelle
- Rathaus